# Jessica Malka
 (juin 2022).
Si vous disposez d'ouvrages ou d'articles de référence ou si vous connaissez des sites web de qualité traitant du thème abordé ici, merci de compléter l'article en donnant les références utiles à sa vérifiabilité et en les liant à la section « Notes et références ».
Pour les articles homonymes, voir Malka.
Jessica Malka est une actrice québécoise née à Montréal de parents français. Elle a suivi à partir de 2002 des cours d'art dramatique au Cours Florent à Paris.

## Biographie
Après avoir signé un contrat avec une agence d’artiste à l’âge de 13 ans, Jessica Malka obtient son premier rôle dans le feuilleton La Corriveau (Radio-Canada), puis des rôles de soutien dans des productions françaises, et grâce à son parfait bilinguisme dans des productions anglaises, notamment La Courte Échelle (Télé-Québec) et Lassie (YTV). Quelque temps après, Jessica interprète le rôle d’Anne-Louise Falardeau dans le téléroman Fred-Dy (Radio-Canada) pendant 2 ans.
En 2004, Jessica décide de suivre un cours intensif à Paris à l'École Florent. À son retour, elle est choisie pour le rôle de Marquise Lefrançois dans le long-métrage de Daniel Roby, La Peau blanche, gagnant du meilleur premier long-métrage canadien au Festival de Film de Toronto.
À la suite de ce tournage, elle retourne aux études en finance à l’Université Concordia. Durant son baccalauréat, elle continue sa carrière en interprétant des rôles dans plusieurs séries dont Watatatow (Radio-Canada), Kif-Kif (Radio-Canada), Au nom de la loi (Radio-Canada), Minuit le Soir (Radio-Canada), C.A. (Radio-Canada), le court-métrage My Friend Ana (CBC), et Providence (Radio-Canada) dans le rôle de Kathleen Marchand, un rôle qu’elle a interprété jusqu’à la fin de la série en 2011.
En 2010, elle tourne le long-métrage indépendant 2 Frogs dans l’Ouest à Vancouver et Whistler et participe à la promotion du films à Montréal, Québec, Toronto et Vancouver, tant à la radio qu'à la télévision.
En 2011, Jessica s’est vu offrir des rôles dans Vrak la Vie, 11 Règles, et un rôle principal dans la série web Fréquences sortie en l’été 2012.

## Filmographie

### Cinéma
- 1995 : Bien dans sa peau - Zone de haute pression
- 1997 : Matusalem II : le dernier des Beauchesne : Virginie
- 1999 : Quand je serai parti... vous vivrez encore : la fille de Duquette
- 2004 : La Peau blanche : Marquise Lefrançois
- 2006 : My Friend Ana (Mon amie Ana) : Ana
- 2007 : Comment survivre à sa mère : Mia Palumbo
- 2007 : Let the Game Begin (en) : Alexis
- 2010 : 2 Frogs dans l'Ouest : Gaby
- 2012 : Apartment 1303 : Lidia Abrams

### Télévision
- 1995 : La Corriveau : Marie-Joseph Corriveau
- 1997 : La Courte Échelle : Émeraude
- 1999 : Lassie (en) : Drew Nichols
- 2001-2002 : Fred-dy : Anne-Louise Falardeau (Ti-Lou)
- 2003 : 11 Somerset : Laurie Lamera
- 2004 : Watatatow : Luna
- 2005 : Au nom de la loi : Katia Rudnicki
- 2005 : Une grenade avec ça? : Marie-Mars
- 2005-2006 : Kif-Kif : Joëlle Bernard-Bossé
- 2006 : Minuit, le soir : Félicia Cormier
- 2007 : C.A. : Stéphanie Aubé
- 2007 : Nos étés : Émilie Landry
- 2007-2011 : Providence : Kathleen Marchand
- 2010 : Blue Mountain State : Mandy
- 2011 : VRAK la vie : Vicky
- 2012 : Fréquences : Anne Laurent
- 2012 : 11 Règles 2 : Océanne
- 2013 : Being Human : Sadie
- 2013 : Satisfaction : Annette
- 2014 : Hannibal : hôtesse de l'air française